# Burgstall Eselsburg (Endorf)
Der Burgstall Eselsburg, auch Eselburg genannt, ist eine abgegangene Höhenburg (Wallburg) auf einem Bergsporn bei 450 m ü. NN etwa 1600 Meter südwestlich des Ortsteils Endorf des Marktes Laaber im oberpfälzischen Landkreis Regensburg in Bayern. Die Anlage wird als Bodendenkmal unter der Aktennummer D-3-6937-0005 im Bayernatlas als „Mesolithische Freilandstation spätlatènezeitliche Höhensiedlung, frühmittelalterliche Befestigung "Eselsburg"“ geführt. 

## Geschichte
Die Wallburg wurde im 1. Jahrhundert v. Chr. von Kelten erbaut, im 9. bis 10. Jahrhundert einer neuen Nutzung zugeführt und im 12. Jahrhundert zerstört.

## Beschreibung
Der Burgstall, heute ein Bodendenkmal, zeigt noch Reste eines Grabens, eines Randwalls und eines runden Turmfundaments.